# Самаркино (Атырауская область)
Самаркино — упразднённое село в Курмангазинском районе Атырауской области Казахстана. На момент упразднения входило в состав Ганюшкинского сельсовета. В 1990-е годы присоединено к селу Ганюшкино и исключено из учётных данных.

## География
Располагалось на левом берегу ерика Самаркин; ныне представляет собой восточную часть села Курмангазы.

## История
По данным на 1989 год входило в состав Ганюшкинского сельсовета Денгизского района. В 1980-е годы в состав села были включены соседние населенные пункты Ремтехстанция и Аэропорт (Морской).

## Население
По данным всесоюзной переписи 1989 года в селе проживало 1019 человек, основное население — казахи